# Guttau
Guttau (em alto sorábio: Hućina) é um município da Alemanha localizado no distrito de Bautzen, região administrativa de Dresden, estado da Saxônia.
Pertence ao Verwaltungsgemeinschaft de Malschwitz.